# Polizei (Armenien)

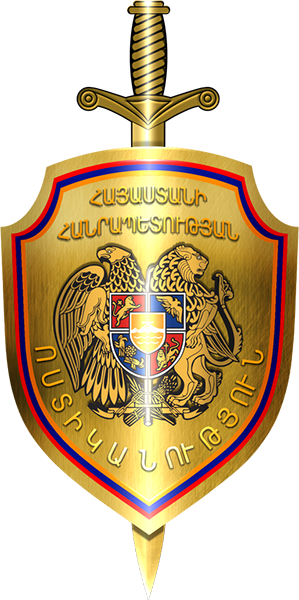
Emblem der Polizei von Armenien

Die Polizei der Republik Armenien (armenisch: Հայաստանի Հանրապետության ոստիկանություն) ist die nationale Polizei von Armenien. Der amtierende Leiter ist Vahe Ghazaryan, im Amt seit 8. Juni 2020.

## Geschichte

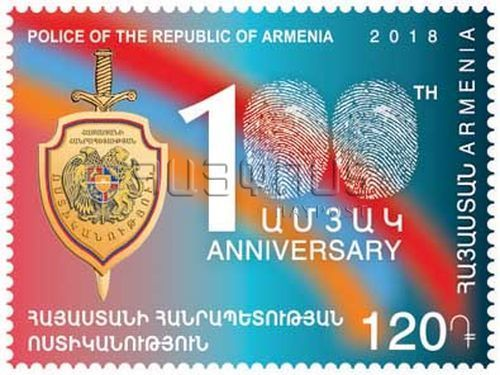
Eine Briefmarke aus dem Jahr 2018, die dem 100-jährigen Bestehen der Polizei von Armenien gewidmet ist, mit ihrem Logo auf der linken Seite

Der erste Polizeidienst Armeniens wurde 1918 unter dem Ministerium für Innere Angelegenheiten der Ersten Republik Armenien gegründet. Am 21. April 1920 wurde in Jerewan eine Miliz nach dem sowjetischen Vorbild gegründet. Später wurde es in Volkskommissariat für Innere Angelegenheiten der Armenischen SSR oder NKVD der Armenischen SSR umbenannt, das die armenische Unterabteilung des NKVD-Hauptquartiers in Moskau war. 1929 wurde der NKVD der Armenischen SSR aufgelöst und im Juli 1934 als reorganisierte politische Abteilung wiedergegründet. Während des Zweiten Weltkriegs wurde das heutige Gebäude der armenischen Polizei gebaut. Das armenische Regiment der Innentruppen des Innenministeriums der UdSSR wurde 1963 gegründet, und das Hauptquartier des Innenministeriums der Armenischen SSR wurde 1965 gegründet. Die Polizeiakademie von Armenien, die damals die Mittelschule der inneren Truppen des Innenministeriums war, wurde im Jahr 1984 gegründet. Am 21. Juni 1992 wurde auf Anordnung von Präsident Levon Ter-Petrosyan das Ministerium für Innere Angelegenheiten der Republik Armenien aus den ehemaligen sowjetischen Inneren Truppen gebildet. Das Ministerium war bis Dezember 2002 aktiv, als das Ministerium, zusammen mit dem Ministerium für Nationale Sicherheit, in eine nicht-ministerielle Institution umorganisiert wurde, wobei das Ministerium für Innere Angelegenheiten zur Polizei der Republik Armenien wurde. Das armenische Justizministerium empfahl die Wiedereinführung des Ministeriums unter der Leitung eines Kabinettsmitglieds in einer Dreijahresstrategie für Polizeireformen, die der Regierung 2019 vorgeschlagen wurde. Im Rahmen einer großen Strukturreform des nationalen Polizeidienstes kündigte Premierminister Nikol Pashinian an, das Innenministerium neu zu schaffen.

## Führung
Die Aktivitäten der Polizei werden vom Polizeichef geleitet, der vom armenischen Präsidenten auf Vorschlag des armenischen Premierministers ernannt wird. Der Chef hat einen ersten Stellvertreter und mehrere Stellvertreter, die vom Präsidenten auf Vorschlag des Chefs ernannt werden.
Der Kommandeur der Polizeitruppen wird vom Präsidenten ernannt und dient von Amts wegen als stellvertretender Polizeichef. Jedem der stellvertretenden Chefs wird vom Polizeichef ein Verantwortungsbereich zugewiesen, der auch von einer Gruppe von Beratern unterstützt wird.

### Liste der Leiter

#### Innenminister der Ersten Republik Armenien (1918–1920)
- Aram Manukian (Juli 1918 – Januar 1919)
- Alexander Chatissjan (Februar 1919 – August 1919)
- Abraham Gyulkhandanyan (August 1919 – Mai 1920)
- Ruben Ter-Minasjan (Mai 1920 – September 1920)
- Sargis Araratyan (September 1920 – November 1920)
- Simon Wratzjan (November 1920 – Dezember 1920)

#### Volkskommissar für Innere Angelegenheiten der Armenischen SSR (1920–1941)
- Isaac Dovlatyan (Dezember 1921 – April 1921)
- Poghos Makintsyan (April 1921 – Juli 1921)
- Avis Nourijanyan (Juli 1921 – August 1921)
- Shavarsh Amirkhanyan (August 1921 – Mai 1924)
- Hovhannes Dourgaryan (Mai 1924 – Juli 1927)
- Sergej Melik-Hovsepyan (Juli 1927 – Dezember 1928)
- Sedrak Margaryan (Februar 1929 – November, 1929)
- Hayk Petrosyan (November 1929 – Mai 1930)
- Sedrak Otyan (Mai 1930 – Oktober 1930)
- Armenak Aboulyan (Dezember 1930 – Juli, 1934)
- Khachik Moughdousi (Juli 1934 – September, 1937)
- Viktor Chworostow (November 1937 – März 1939)
- Aleksey Korotkov (März 1939 – März 1941)

#### Minister für innere Angelegenheiten der Armenischen SSR (1941–1991)
- Georgi Martirosov (März 1941 – Mai 1943, März 1953 – April 1954)
- Iwan Matevosov (Mai 1943 – August 1947)
- Khoren Grigoryan (August 1947 – März 1953)
- Pjotr Piskunow (April 1954 – August 1957)
- Hayk Melkonyan (August 1957 – August 1961)
- Sergey Arzoumanyan (August 1961 – Dezember 1968)
- Wladimir Darbinyan (Dezember 1968 – September 1974)
- Yevgeniy Patalov (Dezember 1974 – November 1983)
- Haykaz Shahinyan (November 1983 – Juni 1988)
- Housik Haroutunyan (Juni 1988 – Mai 1990)
- Levon Galstyan (Juni 1990 – August 1990)
- Karlos Ghazaryan (August 1990 – März 1991)

#### Minister für innere Angelegenheiten der Republik Armenien (1991–2003)
- Ashot Manucharyan (März 1991 – Dezember 1991)
- Valeri Poghosyan (Dezember 1991 – Februar 1992)
- Vano Siradeghyan (Februar 1992 – November 1996)
- Sersch Sargsjan (November 1996 – Juni 1999)
- Suren Abrahamyan (Juni 1999 – November 1999)
- Hayk Haroutyunyan (November 1999 – Januar 2003)

#### Polizeipräsident der Republik Armenien (2003-heute)
- Hayk Haroutyunyan (Januar 2003 – 29. Mai 2008)
- Alik Sargsyan (29. Mai 2008 – 1. November 2011)
- Vladimir Gasparyan (1. November 2011 – 10. Mai 2018)
- Valeri Osipyan (10. Mai 2018 – 19. September 2019)
- Arman Sargsyan (19. September 2019 – 8. Juni 2020)
- Vahe Ghazaryan (8. Juni 2020 – Heute)

## Struktur
Die Polizei gliedert sich in die Zentralstelle und 11 geografische Abteilungen.

### Zentrale Stelle
Die Abteilungen der Zentralstelle sind: Zentrale, Hauptabteilung für die Bekämpfung der organisierten Kriminalität, Hauptabteilung für strafrechtliche Ermittlungen, Hauptabteilung für Ermittlungen, Abteilung für öffentliche Ordnung, Personalabteilung, Informationszentrum, Abteilung für Öffentlichkeitsarbeit und Presse, Abteilung für Finanzen und wirtschaftliche Angelegenheiten, Verwaltung, Abteilung für Straßenkontrolle, Abteilung für Pässe und Visa, Abteilung für Staatsschutz, Abteilung für kriminaltechnische und rechtliche Angelegenheiten sowie das Nationale Zentralbüro von Interpol.

#### Nationales Zentralbüro
Die NZB ist in drei Abteilungen unterteilt:
- Abteilung für internationale Fahndung und allgemeine Kriminalität – zuständig für die Durchführung von strafrechtlichen Ermittlungen mit operativem Charakter, die Vorbereitung internationaler Fahndungsersuchen und deren Übermittlung an das Generalsekretariat zur Veröffentlichung, die Durchführung von Verbindungs- und Koordinierungstätigkeiten, die Führung von Strafregistern, die Durchführung von strafrechtlichen Ermittlungen im Zusammenhang mit der Fahndung nach gesuchten Personen. Die Abteilung besteht aus 6 Polizeibeamten einschließlich eines Abteilungsleiters.
- Abteilung für die Analyse und Verarbeitung der kriminellen Intelligenz – Abteilung befasst sich mit den folgenden Bereichen: rechtliche Angelegenheiten, Analyse und Verarbeitung der kriminellen Intelligenz auf Drogenhandel, Betrug, organisierte Kriminalität, Terrorismus, Korruption, Fälschung, Verbrechen gegen Menschen, internationale Beziehungen Unterstützung, allgemeine Referenzquellen, methodische Daten etc. Sie besteht aus 6 Polizeibeamten einschließlich eines Abteilungsleiters.
- Abteilung für Telekommunikation und technische Unterstützung – die Abteilung befasst sich mit Angelegenheiten im Zusammenhang mit Informationstechnologiesystemen und bietet Telekommunikationsdienste und technische Unterstützung für die NZB. Sie besteht aus 7 Polizeibeamten einschließlich eines Abteilungsleiters.

### Abteilungen
Es gibt eine Polizeiabteilung für die Stadt Jerewan und eine für jede der 10 Provinzen.

## Uniformen und Ausrüstung

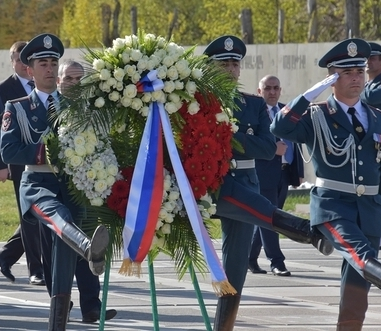
Eine Ehrenwache der Polizei

Dekrete vom Oktober 2002 und April 2003 legen die Regeln für die Uniformen der Polizisten fest. Das Polizeipersonal ist hauptsächlich mit Schusswaffen und Munition aus sowjetischer Produktion bewaffnet, darunter Makarov PM und Tokarew TT-33 Handfeuerwaffen sowie AKS, AKM und AK-74 automatische Gewehre.

### Waffen
| Name                           | Herkunft                       | Typ                            | Foto                           |
| Pistolen und Maschinenpistolen | Pistolen und Maschinenpistolen | Pistolen und Maschinenpistolen | Pistolen und Maschinenpistolen |
| ------------------------------ | ------------------------------ | ------------------------------ | ------------------------------ |
| Jarygin PJa                    | Russland                       | 9 × 19 mm                      |                                |
| Glock                          | Österreich                     | 9 × 19 mm                      |                                |
| M1911                          | Vereinigte Staaten             | .45 ACP                        |                                |
| Makarow Pistole                | Sowjetunion                    | 9 × 18 mm                      |                                |
| Tokarew TT-33                  | Sowjetunion                    | 9 × 18 mm                      |                                |
| AK-74U                         | Sowjetunion                    | 5,45 × 39 mm                   |                                |
| Sturmgewehre                   |                                |                                |                                |
| AK-74M                         | Russland                       | 5,45 × 39 mm                   |                                |
| AK-74                          | Sowjetunion                    | 5,45 × 39 mm                   |                                |
| AKS-74                         | Sowjetunion                    | 5,45 × 39 mm                   |                                |
| AKM                            | Sowjetunion                    | 7,62 × 39 mm                   |                                |
| Scharfschützengewehre          |                                |                                |                                |
| Dragunow-Scharfschützengewehr  | Sowjetunion Russland           | 7,62 × 54 mm R                 |                                |

### Armenische Polizeifahrzeuge
| Name                     | Herkunft                    | Typ                           | Foto                    | Anmerkungen |
| Fahrzeuge und Flugzeuge  | Fahrzeuge und Flugzeuge     | Fahrzeuge und Flugzeuge       | Fahrzeuge und Flugzeuge | Fahrzeuge und Flugzeuge |
| ------------------------ | --------------------------- | ----------------------------- | ----------------------- | --- |
| Škoda Octavia            | Tschechien                  | Streifenwagen                 |                         | Die neuesten Modelle für die Verkehrspolizei, die auch als Patrouille bekannt ist. Ersetzt nach und nach die Modelle Toyota Corolla und Camry. |
| Toyota Corolla           | Japan                       | Streifenwagen                 |                         | Hauptdienstfahrzeug. Ersetzt ehemalige Patrouillenfahrzeuge aus der Sowjet-Ära.                                                                |
| Toyota Camry             | Japan                       | Streifenwagen                 |                         | Nutzung als Sekundärfahrzeuge |
| Kia Forte                | Südkorea                    | Streifenwagen                 |                         | Geschenkt von Südkorea an das Armenian Patrol Sentry Service Regiment.                                                                         |
| Chevrolet Sonic / Aveo   | Vereinigte Staaten          | Streifenwagen                 |                         | Allgemeine Abteilung für Staatsschutz der Polizei.                                                                                             |
| Hyundai Elantra          | Südkorea                    | Streifenwagen                 |                         | Wird auch von der Militärpolizei verwendet. |
| Lada VAZ                 | Sowjetunion                 | Streifenwagen                 |                         | Wird derzeit ersetzt. Einige wenige sind noch in Betrieb.                                                                                      |
| Lada Priora              | Russland                    | Streifenwagen                 |                         | |
| IKCO                     | Iran                        | Streifenwagen                 |                         | |
| Dodge Charger            | Vereinigte Staaten          | Streifenwagen                 |                         | Getestet im Jahr 2019. 300 Einheiten werden ausgeliefert. Im Einsatz bei der Streifenpolizei                                                   |
| Ford Crown Victoria      | Vereinigte Staaten          | Streifenwagen                 |                         | 10 Fahrzeuge nur in Jerewan im Einsatz. Aus zweiter Hand.                                                                                      |
| Toyota Prado             | Japan                       | Polizei-SUV                   |                         | Einsatz als VIP-Transport. Alte Varianten im Einsatz bei Streifen- und Spezialeinheiten.                                                       |
| Hyundai Tucson           | Südkorea                    | Polizei-SUV                   |                         | |
| UAZ-469                  | Sowjetunion                 | Polizei-SUV                   |                         | Wird meist in ländlichen Gebieten verwendet.                                                                                                   |
| Chevrolet Niva           | Russland Vereinigte Staaten | Polizei-SUV                   |                         | Verteilt auf verschiedene Abteilungen. |
| UAZ Patriot              | Russland                    | Polizei-SUV                   |                         | Wird in unterstützenden Funktionen verwendet.                                                                                                  |
| Toyota C-HR              | Japan                       | Polizei-SUV                   |                         | Neu im Betrieb. |
| Chevrolet Tahoe          | Vereinigte Staaten          | Zivil-Fahrzeug                |                         | Zivil. |
| Mercedes-Benz G-Klasse   | Deutschland                 | Zivil-Fahrzeug                |                         | Wird als VIP-Transport verwendet. |
| Chevrolet Express        | Vereinigte Staaten          | Transportfahrzeug             |                         | Ziviles Transportfahrzeug. Auch als Häftlingstransport verwendet.                                                                              |
| Hyundai Starex           | Südkorea                    | Transportfahrzeug             |                         | Wird vom armenischen Patrol Sentry Service Regiment verwendet.                                                                                 |
| GAZelle                  | Russland                    | Transportfahrzeug             |                         | Wird von spezialisierten Einheiten verwendet. Teilweise Zivil.                                                                                 |
| Toyota HiAce             | Japan                       | Transportfahrzeug             |                         | Unterstützende Rolle |
| UAZ-452                  | Sowjetunion                 | Transportfahrzeug             |                         | Hauptsächlich in Unterstützungsfunktionen eingesetzt.                                                                                          |
| Volkswagen Transporter   | Deutschland                 | Transportfahrzeug             |                         | Eingeschränkte Nutzung |
| PAZ-3205                 | Sowjetunion                 | Transportfahrzeug             |                         | Wird für Bereitschaftsrollen und Transport verwendet.                                                                                          |
| Ural-4320                | Sowjetunion                 | Transport / Fracht LKW        |                         | Wenige wurden zu Bereitschaftswagen umgebaut.                                                                                                  |
| KamAZ-43501              | Russland                    | Transport / Fracht LKW        |                         | Sehr eingeschränkte Nutzung. |
| CNHTC Riot Control       | Volksrepublik China         | Bereitschaftspolizei-Fahrzeug |                         | Ausgestattet mit Panzer- und Bereitschaftsausrüstung. Wird zur Aufstandsbekämpfung verwendet.                                                  |
| GMC Grumman              | Vereinigte Staaten          | Bereitschaftspolizei-Fahrzeug |                         | Ausgestattet mit Panzer- und Bereitschaftsausrüstung. Wird für Aufstandsbekämpfung und Gefangenentransport verwendet.                          |
| GAZ-2975 „Tigr“          | Russland                    | Gepanzertes Fahrzeug          |                         | Wird von Spezialkräften, Bereitschaftspolizei und schnellen Einsatzkräften verwendet.                                                          |
| BTR-89                   | Sowjetunion                 | Mannschaftstransportwagen     |                         | Wird zur Aufstandsbekämpfung und Terrorismusbekämpfung eingesetzt. Bei den meisten MTWs sind die Geschütze durch Wasserwerfer ersetzt.         |
| BRDM-2                   | Sowjetunion                 | Mannschaftstransportwagen     |                         | Wird zur Aufstandsbekämpfung verwendet. Geschütze durch Wasserwerfer ersetzt.                                                                  |
| Mi-8                     | Sowjetunion                 | Transport-Hubschrauber        |                         | Wenige von der armenischen Polizei für den Transport verwendet.                                                                                |
| Eurocopter EC130         | Frankreich                  | Transport-Hubschrauber        |                         | Wenig für den Transport und andere Arbeiten verwendet.                                                                                         |
| Eurocopter EC635 / EC135 | Frankreich                  | Transport-Hubschrauber        |                         | Wenige werden für den Transport und andere Arbeiten verwendet.                                                                                 |